# 朱正昌
朱正昌（1944年11月—），男，汉族，上海崇明人，中华人民共和国政治人物，曾任山东省人大常委会副主任，山东大学党委书记。